# Emmanuel Delmas
Emmanuel Luc Jean-Marie Delmas (Figeac, 28 de dezembro de 1954) é bispo de Angers.
Emmanuel Luc Jean-Marie Delmas foi ordenado sacerdote em 26 de junho de 1988.
Papa Bento XVI nomeou-o bispo de Angers em 17 de junho de 2008. O arcebispo de Rennes-Dol-Saint-Malo, Pierre d'Ornellas, doou-lhe a ordenação episcopal em 28 de setembro do mesmo ano.  Os co-consagradores foram Jean-Louis Bruguès OP, Secretário da Congregação para a Educação Católica, e Norbert Turini, Bispo de Cahors. Como lema escolheu Firma spes ut rupes. 